# Mastercard
Mastercard Inc. (voorheen gestileerd als MasterCard) is een bedrijf dat wereldwijd licenties uitgeeft voor het verstrekken van krediet en debet -kaarten. Het is een van de grootste bedrijven in zijn branche.

## Activiteiten
Mastercard is internationaal actief en creditcards kunnen worden gebruikt in meer dan 200 landen. In de Verenigde Staten wordt ongeveer 40% van de omzet gerealiseerd en er is geen ander land waar meer dan 10% van de omzet wordt behaald.
Naast de creditcards heeft Mastercard Worldwide ook debetkaart-diensten, te weten:
- Maestro, debetbetaalkaart op basis van pincode
- Debit Mastercard, debetbetaalkaart op basis van pincode die in de toekomst Maestro kaarten moet vervangen.
- Mastercard Prepaid, debitbetaalkaart (prepaid creditcard) op basis van handtekening of pincode
- Cirrus, alleen te gebruiken bij geldautomaten

## Geschiedenis
In 1966 besloten diverse banken de Interbank Card Association (ICA) op te richten. Drie jaar later werd de naam Master Charge geïntroduceerd en kreeg het als logo twee cirkels die elkaar doorkruisten. In 1979 werd de naam gewijzigd in Mastercard.
In 2002 fuseerde Mastercard met Europay, waarmee het decennialang al had samengewerkt. Tot 2003 werkte Mastercard in Europa onder de naam Eurocard. In 2006 werd het bedrijf hernoemd van Mastercard International naar zijn huidige naam. In het logo van het bedrijf werd ook een derde cirkel toegevoegd; het logo op de creditcards bleef echter onaangetast. In datzelfde jaar kreeg het bedrijf een beursnotering aan de New York Stock Exchange. Mastercard is de nummer twee creditcardmaatschappij na VISA. Mastercard was volledig in handen van banken en andere financiële instellingen, maar bij de beursgang kwam bijna de helft van de aandelen in handen van beleggers.
De free float was in 2014 zo’n 87%. Ongeveer 10% van de aandelen zijn in handen van de Mastercard Foundation. Dit is een Canadese stichting die de opbrengst van dit kapitaal inzet voor goede doelen.

## Mededinging
In januari 2019 legde de Europese Commissie Mastercard een boete van 570.566.000 euro op voor het overtreden van de mededingingswetgeving. Volgens de Europese Commissie zou Mastercard zijn dominante positie misbruikt hebben om de transactiekosten voor betalingen per kaart voor handelaars kunstmatig op te drijven. Europees commissaris voor Mededinging Margrethe Vestager stelde dat "de regels van Mastercard de kosten voor betalingen per kaart kunstmatig opdreven, door te voorkomen dat handelaars zouden uitkijken naar betere voorwaarden aangeboden door banken in andere Lidstaten, waardoor consumenten en verkopers in de EU geschaad werden".
Concreet hielden de regels van Mastercard in dat het land waar een handelaar gevestigd was, bepalend was voor de interchange fee die de bank van de handelaar moest betalen aan de bank van de kaarthouder. Daardoor konden handelaars niet profiteren van lagere interchange fees aangeboden door een bank in een andere lidstaat van de Europese Economische Ruimte. Voordat deze interchange fees in 2015 door Europese verordening 2015/751 werden beperkt tot maximaal 0,2% (voor debetkaarten) en 0,3% (voor kredietkaarten) van de transactiewaarde, konden deze kosten sterk verschillen van lidstaat tot lidstaat. Naar aanleiding van het in voege treden van deze Europese verordening paste Mastercard zijn regels aan, waarmee de overtreding ophield. Omdat Mastercard de overtreding van de mededingingswetgeving toegaf en met de Europese Commissie samenwerkte, werd de boete wel met 10% verlaagd.